# Condado de Newberry
El condado de Newberry  (en inglés: Newberry County, South Carolina), fundado en 1785, es uno de los 46 condados del estado estadounidense de Carolina del Sur. En el año 2000 tenía una población de 36 108 habitantes con una densidad poblacional de 22 personas por km². La sede del condado es Newberry.

## Geografía
Según la Oficina del Censo, el condado tiene un área total de 1676 km² (647,1 mi²), de la cual 1634 km² (630,9 mi²) es tierra y 44 km² (17,0 mi²) es agua.

### Condados adyacentes
- Condado de Union norte
- Condado de Fairfield este
- Condado de Lexington sureste
- Condado de Ricchland sureste
- Condado de Saluda sur
- Condado de Greenwood suroeste
- Condado de Laurens noroeste

### Área Nacional Protegida
- Bosque Nacional Sumter(parte)

## Demografía
En el 2000 la renta per cápita promedia del condado era de $32 867, y el ingreso promedio para una familia era de $40 580. El ingreso per cápita para el condado era de $16 045. En 2000 los hombres tenían un ingreso per cápita de $29 871 contra $21 274 para las mujeres. Alrededor del 17.00% de la población estaba bajo el umbral de pobreza nacional.

## Lugares

### Ciudades y pueblos
- Little Mountain
- Newberry
- Peak
- Pomaria
- Prosperity
- Silverstreet
- Whitmire